# غاينان سيدخوزهين
غاينان سيدخوزهين (بالإنجليزية: Gainan Saidkhuzhin)‏ (و. 1937 – 2015 م) هو راكب دراجة هوائية سوفيتي، ولد في نوفوسيبيرسك، شارك في الألعاب الأولمبية الصيفية 1964، والألعاب الأولمبية الصيفية 1960، توفي في ميامي، عن عمر يناهز 78 عاماً، بسبب نوبة قلبية.

## التعليم
تعلم في جامعة موسكو الحكومية.

### سباقات أو مراحل فاز بها
| التاريخ       | السباق                   | المركز                  |
| ------------- | ------------------------ | ----------------------- |
| 01 يناير 1960 | 1960 Grand Prix of Sochi | الفائز في التصنيف العام |
| 17 مايو 1962  | 1962 سباق السلام         | الفائز في التصنيف العام |
| 01 يناير 1968 | طواف تركيا 1968          | المركز الثالث           |
| 01 يناير 1969 | طواف تركيا 1969          | الفائز في التصنيف العام |
| 01 يناير 1970 | 1970 Grand Prix of Sochi | الفائز في التصنيف العام |

## جوائز
حصل على جوائز منها:
- وسام شارة الشرف
- ميدالية العمالة الباسلة [الإنجليزية]‏
- جائزة سيد الرياضة السوفيتي التشريفية  [لغات أخرى]‏.

## روابط خارجية
- غاينان سيدخوزهين على موقع أرشيف الدراجات (الإنجليزية)
- غاينان سيدخوزهين على موقع أوليمبيديا (الإنجليزية)